# Regierung Jan Syrový II
Die tschechoslowakische Regierung Jan Syrový II, geführt vom Ministerpräsidenten Jan Syrový, befand sich im Amt vom 4. Oktober 1938 bis 1. Dezember 1938. Sie folgte der Regierung Jan Syrový I und wurde abgelöst durch die Regierung Rudolf Beran I.

## Regierungsbildung, Programm
Für die Einsetzung der zweiten Regierung von Jan Syrový gab es einen wichtigen Anlass: wie der Ministerpräsident in seiner Regierungserklärung sagte, eine Umbildung war notwendig, um den Aufgaben und der neu entstandenen Situation nach dem Zustandekommen des Münchner Abkommens gerecht zu werden, insbesondere dann auch, weil nach dem Abtrennen des Sudetenlandes sich ein neuer Staat formierte – die Tschecho-Slowakei.

## Regierungszusammensetzung
Die Minister befanden sich während der gesamten regulären Amtsperiode im Amt (04.10.1938–01.12.1938), wenn nicht anders angegeben.
- Ministerpräsident: Jan Syrový
- Außenminister: František Chvalkovský
- Verteidigungsminister: Jan Syrový
- Innenminister: Jan Černý
- Finanzminister: Josef Kalfus
- Justizminister:
  - Vladimír Fajnor (04.10.1938–14.10.1938)
  - Ladislav Karel Feierabend (14.10.1938–01.12.1938)
- Minister für Soziales: Petr Zenkl
- Minister für Industrie, Handel und Gewerbe: Imrich Karvaš
- Minister für Eisenbahnen: Vladimír Kajdoš
- Minister für das Schulwesen und Bildung Stanislav Bukovský
- Minister für den öffentlichen Arbeitssektor: Karel Husárek
- Minister Gesundheit und Sport: Petr Zenkl
- Landwirtschaftsminister: Ladislav Karel Feierabend
- Minister für Post und Kommunikationen: Vladimír Kajdoš
- Minister für Vereinheitlichung der Gesetze und Verwaltung:
  - Vladimír Fajnor (04.10.1938–14.10.1938)
  - Ladislav Karel Feierabend (14.10.1938–01.12.1938)
- Minister ohne Geschäftsbereich:
  - Hugo Vavrečka
  - Stanislav Bukovský
  - Ivan Parkányi

Außer Jan Syrový befanden sich in der Regierung noch zwei weitere Generäle: Vladimír Kajdoš und Karel Husárek.